# Nick Lima
Nicholas Lima (* 12. Oktober 1992 in Castro Valley, Kalifornien) ist ein US-amerikanischer Fußballspieler. Der Abwehrspieler steht beim Austin FC unter Vertrag.

## Spielerkarriere

### Jugend und College
Lima spielte bereits in der Jugend für San José Earthquakes in deren Academy-Programm und absolvierte sogar Spiele in dem damaligen Reserve Team. Später spielte er für den Jugendklub De Anza Force Soccer Club. In der High School spielte er außerdem American Football.
Von 2013 bis 2016 besuchte er die University of California, Berkeley und spielte für deren College-Mannschaft, die California Golden Bears. Während der Semesterferien war Lima für den Burlingame Dragons FC in der Premier Development League tätig.

### San Jose Earthquakes
Am 21. Dezember 2016 wurde Lima von den San José Earthquakes als Homegrown Player. Somit wurde er direkt verpflichtet und musste nicht gedraftet werden. Sein Debüt in der Major League Soccer fand am 4. März 2017 statt. Nur wenige Tage später erzielte er im Spiel gegen die Vancouver Whitecaps sein erstes Tor und somit auch das erste Tor eines Homegrown Players bei den San José Earthquakes.
Lima entwickelte sich ab der Saison 2018 zu einem Stammspieler innerhalb der Mannschaft, wurde aber bereits am Ende seiner ersten Saison für die Auszeichnungen MLS Defender of the Year und MLS Rookie of the Year nominiert.

### Nationalmannschaft
Am 8. Januar 2018 wurde Lima zum ersten Mal für ein Spiel der Fußballnationalmannschaft der Vereinigten Staaten nominiert, kam aber im Spiel gegen Bosnien-Herzegowina nicht zum Einsatz. Sein Debüt gab er ein Jahr später in einem Freundschaftsspiel gegen Panama.